# Ohrschlammschnecke
Die Ohrschlammschnecke (Radix auricularia), auch Ohr-Schlammschnecke, ist eine Wasserlungenschnecke (Basommatophora) aus der Familie der Schlammschnecken. Sie ist bereits in pleistozänen Ablagerungen nachgewiesen.

## Merkmale
Das relativ dünnschalige Gehäuse ist ohrförmig, wobei die ersten beiden, sehr kleinen Umgänge kaum an Breite zunehmen; der letzte Umgang ist dagegen sehr stark verbreitert. Dadurch entsteht eine konkave Außenlinie am Gehäuse. Das Gehäuse misst etwa 1,5 bis 2,5 cm in der Höhe und bis fast 2 cm in der Breite. Am Innenrand der Öffnung ist eine kräftige Falte entwickelt, die in der Mitte eingedellt bzw. etwas verdreht ist. Die Gehäuse weisen aber eine hohe intraspezifische Variabilität auf. Der Körper des Tieres ist im vorderen Teil eher hell mit dunklen Flecken, im hinteren Teil eher dunkel mit helleren Flecken. Die Fühler sind dreieckig mit den Augen an der Basis der Fühler.

## Lebensweise und Verbreitung
Die Tiere leben in erster Linie von Grünalgen, Diatomeen und Protozoen. Sie sind paläarktisch verbreitet und kommen in den Alpen bis auf 1800 m Höhe vor.

## Ähnliche Arten
Radix balthica kann in Extremformen sehr ähnlich sein. Allerdings ist hier der Außenrand des Gehäuses konvex gewölbt. Die Öffnung ist meist deutlich kleiner. Die Weitmündige Schlammschnecke (Radix ampla) ist von der Größe der Mündung ebenfalls sehr ähnlich. Hier überragt meist der Oberrand der Mündung das Gewinde. Die Spindelfalte ist bei der Weitmündigen Schlammschnecke aber nicht verdreht wie bei der Ohrschlammschnecke.